# 재무설계사
재무설계사, 자산관리사, 파이낸셜 플래너(financial planner)는 자격을 갖춘 재무 자문가이다. 풀 서비스 개인 금융 분야에서 고객에게 투자, 보험, 세금, 은퇴 및 부동산 계획에 관해 조언한다.
일반적으로 재무설계사의 업무는 다음과 같다.
- 다양한 전문 서비스(예: 변호사, 회계사)에 통합
- 다양한 금융 상품 및 서비스 제공에 통합(예: 금융 자문가, 보험 대리인)
- 다른 제품이나 서비스에 통합되지 않고 독립적인 재무 계획을 제공

## 프로세스
개인 재무설계 프로세스는 ISO 22222:2005에 설명되어 있으며 다음 6단계로 구성된다.
1. 고객과 개인 재무설계사의 관계 설정 및 정의
2. 고객 데이터를 수집하고 목표와 기대치를 결정
3. 고객의 재무상태 분석 및 평가
4. 재무 계획 개발 및 제시
5. 재무 계획 권장 사항 구현
6. 재무 계획 및 재무 계획 관계 모니터링

## 같이 보기
- 전문투자자문사
- 국제재무설계사
- 가족계획
- 코칭
- 웰스 매니지먼트